# Сапарбаева, Асаль Сапарбаевна
Асал Сапарбаевна Сапарбаева (узб. Asal Saparbaeva; род. 7 февраля 1994 г.) — узбекская спортивная гимнастка, член национальной олимпийской сборной Узбекистана. Бронзовый призёр Азиатских игр 2014 года в командном первенстве, и Кубка мира FIG 2014 года в Португалии. Она участвовала в Азиатских играх 2010 и 2014, чемпионате Южной и Центральной Азии по гимнастике в Дакке 2011 и бронзовый призёр чемпионата мира по спортивной гимнастике в 2014 году.

## Карьера
Асаль занималась с 5 лет до 21 года профессионально спортивной гимнастикой. В 2007 году попала в состав сборной Узбекистана по спортивной гимнастике
Многократная чемпионка Узбекистана, Бронзовый призёр Азиатских игр в Китае, г. Гуанчжоу в 2010 году, Чемпионка средней и Южной Азии в Индии, город Дака в 2012 году. Бронзовый призёр кубка мира в Португалии в 2014 году. В 2015 году завершила спортивную карьеру из-за травм.

## Спортивные достижения
| Год  | Турнир                           | Многобор. | Многобор. | Опорный прыжок | Разновысокие брусья | Бревно | Вольные упражнения |
| Год  | Турнир                           | Ком.      | Лич.      | Опорный прыжок | Разновысокие брусья | Бревно | Вольные упражнения |
| ---- | -------------------------------- | --------- | --------- | -------------- | ------------------- | ------ | ------------------ |
| 2010 | Азиатские игры                   | 3         |           |                |                     |        |                    |
| 2010 | Чемпионат Узбекистан             |           |           | 1              |                     | 2      | 3                  |
| 2011 | Чемпионат Южной Центральной Азии | 3         |           |                |                     | 3      |                    |
| 2013 | 2013 Scherbo Cup                 |           |           |                | 3                   |        | 3                  |
| 2014 | Чемпионат мира                   | 3         |           |                |                     |        |                    |

## Образование
Училась в Республиканском Колледже Олимпийского резерва с 2005 по 2013 гг., в 2013—2017 гг Узбекский Государственный Институт Физической Культуры. По образованию тренер по спортивной гимнастике.